# 亀原嘉明
亀原 嘉明（かめはら よしあき、1891年-1933年）は、日本の美術監督、映画プロデューサーである。日本における映画美術の先駆者として知られる。

## 人物・来歴
1891年（明治24年）長野県上高井郡高山村の宮大工第三代亀原和太四郎嘉照の四男として生まれる。本名亀原袈裟治嘉明。上京する前は、父親と一緒に仕事をしたことがあり、長野県高山村天神原の天満宮の棟札には『小工　亀原袈裟治』の銘が墨書されている。
1912年（大正元年）に上京し、日活映画東京撮影所に大道具係として入社する。
1922年（大正11年)向島撮影所建設に参画。その後舞台装置部に転じ、装置部主任となる。
田中栄三の回想によれば、日活が1913年（大正2年）10月に正式開所した日活向島撮影所の大道具に、田中が入社する1917年（大正6年）ころには在籍していた。当時は映画にスタッフのクレジットがなく、記録が残っていない。1922年（大正13年）、田中栄三監督の『京屋襟店』では、向島のグラスステージいっぱいに店舗のセットを建てた。
1923年（大正12年）9月1日、関東大震災が発生し、同撮影所は崩壊、日活本社は緊急事態を宣言するが、向島の現場を建て直し、溝口健二監督の『廃墟の中』等の美術を手がけたが、同年11月14日、京都・大将軍の日活京都撮影所に異動となる。1925年（大正14年）、日活大将軍撮影所と名称を変更した同撮影所で、溝口健二監督の『紙人形春の囁き』の撮影の際に、向島時代の『京屋襟店』同様、家のセットを一軒構築している。
1928年（昭和3年）、池永浩久同撮影所長のもと、亀原は撮影部長（現在でいう製作部長）に就任する。翌1929年（昭和4年）には、新人の長倉祐孝と共同で『栄冠』の監督を務めている。
1933年2月10日京都において死去。享年42。菩提寺は、京都妙心寺海福院。墓所は京都市大珠院。（戒名　積徳院春光浄栄居士）。

## おもなフィルモグラフィ
初期の記録が散逸しており、圧倒的に作品数が足りない。日本映画データベース参照。

### 日活向島撮影所
1922年
- 『緑の牧場』 : 監督若山治、原作野村愛正、主演山本嘉一 - 舞台装置
- 『京屋襟店』 : 監督・原作・脚本田中栄三、主演藤野秀夫 - 舞台装置

1923年
- 『白痴の娘』 : 監督・脚本若山治、主演山本嘉一 - 舞台装置
- 『髑髏の舞』 : 監督・原作・脚本田中栄三、主演山本嘉一 - 舞台装置
- 『恋吹雪』 : 監督・原作・脚本鈴木謙作、主演吉田豊作 - 舞台装置
- 『旅の女芸人』 : 監督・脚本鈴木謙作、主演鈴木歌子 - 装置
- 『忘れな草』 : 監督田中栄三、原作・脚本伊藤松雄、主演山田隆弥 - 舞台装置
- 『情炎の巷』 : 監督・脚本溝口健二、主演南光明 - 舞台装置
- 『愛慾の悩み』 : 監督・原作・脚本鈴木謙作、主演山本嘉一 - 装置
- 『三つの魂』 : 監督田中栄三、原作・脚本伊藤松雄、主演六条波子 - 舞台装置
- 『三人妻』 : 監督・脚本田中栄三、原作尾崎紅葉、主演酒井米子 - 舞台装置
- 『夜明け前』 : 監督・脚本大洞元吾、主演山本嘉一 - 舞台装置
- 『813』 : 監督・脚本溝口健二、原作モーリス・ルブラン、主演南光明 - 舞台装置
- 『男性の意気』 : 監督若山治、脚本三枝源次郎、主演酒井米子 - 舞台装置
- 『夜 第一篇 美しき悪魔・第二篇 闇の囁き』 : 監督・脚本溝口健二、原作ジャック・ボイル / 中村吉蔵、主演葛木香一 - 舞台装置
- 『廃墟の中』 : 監督・脚本溝口健二、主演沢村春子 - 舞台装置
- 『血と霊』 : 監督・脚本溝口健二、原作エルンスト・ウィルヘルム・ホフマン、翻案大泉黒石、主演江口千代子 - 舞台装置

### 日活京都撮影所
1923年
- 『心を見つめて』 : 監督細山喜代松 - 装置
- 『峠の唄』 : 監督溝口健二 - 舞台装置

1924年
- 『悲しき白痴』 : 監督溝口健二 - 舞台装置
- 『清作の妻』 : 監督村田実、第二部 (現代劇部) - 舞台装置
- 『前科者』 : 監督細山喜代松 - 舞台装置
- 『暁の死』 : 監督溝口健二、第二部 (現代劇部) - 舞台装置
- 『現代の女王』 : 監督溝口健二、第二部 (現代劇部) - 舞台装置
- 『塵境』 : 監督溝口健二、第二部 (現代劇部) - 舞台装置
- 『小さき者の楽園』 : 監督鈴木謙作、第二部 (現代劇部) - 舞台装置
- 『信号』 : 監督村田実、第二部 (現代劇部) - 舞台装置
- 『七面鳥の行衛』 : 監督溝口健二、第二部 (現代劇部) - 舞台
- 『さみだれ草紙 (紅殻)』 : 監督溝口健二、第二部 (現代劇部) - 舞台装置
- 『島の哀れ』 : 監督細山喜代松、第二部 (現代劇部) - 舞台装置
- 『籠の鳥姉妹篇 恋慕小唄』 : 監督鈴木謙作、第二部 (現代劇部) - 装置
- 『男性の叫び』 : 監督三枝源次郎、第二部 (現代劇部) - 装置
- 『歓楽の女』 : 監督溝口健二、第二部 (現代劇部) - 装置
- 『青春の歌』 : 監督村田実、第二部 (現代劇部) - 装置
- 『箕面心中 (恋の笑蝶)』 : 監督三枝源次郎、第二部 (現代劇部) - 装置

1925年
- 『白鸚鵡夫人』 : 監督三枝源次郎、第二部 (現代劇部) - 装置
- 『噫特務艦関東』 : 監督若山治・鈴木謙作・溝口健二、第二部 (現代劇部) - 舞台装置
- 『無銭不戦』 : 監督溝口健二、第二部 (現代劇部) - 舞台装置
- 『街の手品師』 : 監督村田実、第二部 (現代劇部) - 舞台装置
- 『因果帳 鴛鴦物語』 : 監督鈴木謙作、第二部 (現代劇部) - 装置
- 『学窓を出でて』 : 監督溝口健二、第二部 (現代劇部) - 舞台装置
- 『大地は微笑む 第一篇』 : 監督溝口健二、第二部 (現代劇部) - 装置
- 『大地は微笑む 第二篇』 : 監督若山治、第二部 (現代劇部) - 装置
- 『白百合は歎く』 : 監督溝口健二、第二部 (現代劇部) - 舞台
- 『赫い夕陽に照されて』 : 監督溝口健二・三枝源次郎、第二部 (現代劇部) - 舞台装置

### 日活大将軍撮影所
1925年
- 『母校の為めに』 : 監督阿部豊 - 装置
- 『妖怪の棲む家』 : 監督鈴木謙作 - 装置
- 『ふるさとの歌』 : 監督溝口健二、日活関西教育部 - 装置
- 『闇の中の顔 後篇』 : 監督三枝源次郎 - 装置
- 『娘の行商』 : 監督楠山律 - 装置
- 『愛に輝く女性』 : 監督徳永フランク - 装置
- 『東洋のカルメン』 : 監督徳永フランク - 装置
- 『栄光の丘へ』 : 監督若山治 - 装置
- 『小品映画集《街のスケッチ》』 : 監督溝口健二 - 装置
- 『人間 前後篇』 : 監督溝口健二 - 装置
- 『乃木将軍と熊さん』 : 監督溝口健二 - 装置
- 『銅貨王』 : 監督溝口健二 - 装置
- 『紙人形春の囁き』 : 監督溝口健二、新劇部 - 装置

1926年
- 『日輪 前篇』 : 監督村田実 - 舞台装置
- 『吉岡大佐』 : 監督三枝源次郎 - 装置
- 『日輪 後篇』 : 監督村田実 - 装置
- 『世界の智恵者』 : 監督阿部豊 - 装置
- 『狂恋の女師匠』 : 監督溝口健二 - 舞台装置
- 『男子突貫』 : 監督徳永フランク - 装置
- 『神田の下宿』 : 監督伊奈精一 - 舞台装置
- 『新日本島 前後篇』 : 監督 - 装置

1927年
- 『旅芸人』 : 監督阿部豊 - 原作
- 『人形の家』 : 監督阿部豊 - 装置

1928年
- 『結婚二重奏 前後篇』 : 監督田坂具隆 - 装置
- 『地球は廻る 第一部 過去篇』 : 監督田坂具隆 - 撮影部長
- 『地球は廻る 第二部 現代篇』 : 監督阿部豊 - 撮影部長
- 『地球は廻る 第三部 空想篇』 : 監督内田吐夢 - 製作総指揮・撮影部長

### 日活太秦撮影所
1929年
- 『栄冠』 : 共同監督長倉祐孝 - 監督
- 『日活行進曲 運動篇』 : 監督内田吐夢 - 指揮者・築山光吉と共同
- 『日活行進曲 堪忍』 : 監督渡辺邦男 - 指揮者・築山光吉と共同
- 『日活行進曲 工場記活劇篇』 : 監督田坂具隆 - 指揮者・築山光吉と共同
- 『日活行進曲 戦争篇』 : 監督三枝源次郎 - 指揮者・築山光吉と共同
- 『日活行進曲 曽我兄弟』 : 監督清瀬英次郎 - 指揮者・築山光吉と共同
- 『日活行進曲 早駕籠は西へ』 : 監督志波西果 - 指揮者・築山光吉と共同
- 『日活行進曲 田園篇』 : 監督伊奈精一 - 指揮者・築山光吉と共同
- 『日活行進曲 旅役者の群』 : 監督仏生寺弥作 - 指揮者・築山光吉と共同

1930年
- 『撃滅』 : 監督小笠原明峰 - 指揮・村田実と共同

## 註
1. ↑  協会の歴史、日本映画・テレビ美術監督協会、2010年3月5日閲覧。
2. ↑  『信濃の名工亀原和太田四郎』P4田子昭治2011年
3. ↑  『日本映画史発掘』、田中純一郎、冬樹社、1980年、p.128-132.
4. 1 2  『日本映画発達史 I 活動写真時代』、田中純一郎、中公文庫、1975年11月25日 ISBN 4122002850、p.370.
5. ↑  『日本映画発達史 I 活動写真時代』、p.364-368.
6. ↑  『日本映画発達史 I 活動写真時代』、p.374.
7. ↑  『日本映画発達史 II 無声からトーキーへ』、田中純一郎、中公文庫、1976年1月10日 ISBN 4122002966, p.38-39.
8. ↑  マキノ映画人紹介、立命館大学、2010年3月5日閲覧。
9. ↑  『信濃の名工亀原和太田四郎』P5田子昭治2011年
10. ↑  亀原嘉明、日本映画データベース、2010年3月5日閲覧。